# Nosoglobulus
Nosoglobulus is een geslacht van kevers uit de familie van de boomsapkevers (Nosodendridae). 

## Soorten
Het geslacht omvat 3 soorten:
- Nosoglobulus loebli
- Nosoglobulus smetanai
- Nosoglobulus wakaharai